# 肃宁站
肃宁站位于中华人民共和国河北省沧州市肃宁县，是京九铁路的一座火车站，等级为四等站，距北京西站188公里，距常平站2127公里，本站及相邻上下行区间均为电气化区段。车站建于1996年，办理客货运业务，现由中国铁路北京局集团衡水车务段管辖。